# Palle Simonsen
Palle Julius Skipper Simonsen (6. maj 1933 i Sall - 16. april 2014) var en dansk politiker og tidligere socialminister og finansminister for det Konservative Folkeparti.
Han var i perioden 1989-1998 administrerende direktør i Arbejdsmarkedets Tillægspension, og var i perioden 1995-2002 bestyrelsesformand for Post Danmark. Han var formand for bestyrelsen i Socialforskningsinstituttet 1998-2008, og har været formand for Det Centrale Handicapråd (1990-2004), Center for Ligebehandling af Handicappede og Vanførefonden (1991-2008). Palle Simonsen var også med i Repræsentantskabet for Kofoeds Skole og Ældreboligrådet. Han var direktør for Civilforsvarsforbundet 1970-1982.
Han udgav i 2009 bogen Gemt eller glemt - alle har ret til at være med om brist i socialpolitikken og frivilligt socialt arbejde. Hans fortsatte engagement i socialt arbejde resulterede blandt andet i, at han sammen med tidl. statsminister Poul Nyrup Rasmussen i 2009 dannede foreningen Det Sociale Netværk, der blandt andet står bag headspace, de årlige Psykiatritopmøder og hjemmesiden Psykisksaarbar.dk, som sætter fokus på psykisk sårbare og pårørendes situation. Palle Simonsen var næstformand og medlem af Det Sociale Netværks bestyrelse.
1998 blev han Kommandør af 1. grad af Dannebrog.
Den 25. april 2014 blev han begravet fra Messiaskirken i Charlottenlund.